# おんだ祭
おんだ祭（おんだまつり）は、奈良県高市郡明日香村飛鳥に鎮座する飛鳥坐神社で行われる祭り。毎年2月の第1日曜日に開かれる。

## 歴史
おんだ祭の始まりは定かではないが、古来より伝わる伝統的なお祭りである。おんだ祭は西日本三大奇祭の一つとして挙げられ、稲の生長・豊穣を始め、子孫繁栄の子宝・縁結び・成育安全を願う祭りである。 
神事の前後には天狗、翁、牛がささら(竹筒の先を割ったもの)で参拝者のお尻を叩き周る、厄払いから始まり、太鼓の合図に諸々の行事が展開される。まず、一番太鼓によって式は始まり、二番太鼓までに展開されるのは農耕行事である。田を鋤く動作や種まき、田植えの式があり祭典第一段階を終わる。やがて三番太鼓の合図で黒紋付の蹴出しもなまめかしいお多福と、丁髷のボテかつらに印袢纏という異様な姿の天狗が登場し、夫婦和合の儀式が行われる。
この式を「種つけ」という。「種つけ」が終わると、二人は立ち上がって懐中から紙を取り出し、股間を拭いてその紙を観衆に撒布する。この紙は「福の紙」と称し、首尾よく手に入れた人はよほどの幸運だと言われ、この紙を持ち帰りその晩閨房で使用すると子宝に恵まれると言い伝えられている。